# Peng Xiaoran
Peng Xiaoran (chino simplificado: 彭小苒, chino tradicional: 彭小苒, pinyin: 	Péng Xiǎorǎn) es una actriz y presentadora china.

## Biografía
Estudió en la Universidad de Comunicaciones de China (inglés: "Communication University of China").

## Carrera
Es miembro de la agencia "Fan Bingbing Studio" de la actriz Fan Bingbing.
Ha participado en sesiones fotográficas para "Stylish Time", "COSMO", "Cosmopolitan China", "Cheese Fashion", entre otras...
El 14 de febrero del 2019 se unió al elenco principal de la serie Goodbye My Princess (东宫) donde interpretó a la Princesa Xiao Feng, hasta el final de la serie el 25 de marzo del mismo año. La serie fue una adaptación de la novela Dong Gong (Eastern Palace) de Fei Wo Si Cun.
En el 2021 se unirá al elenco principal de la serie Novoland: The Princess from Plateau (九州朱颜记) donde dará vida a Ye Lingshuang.
Ese mismo año se uniría al elenco principal de la serie My Talent Neighbour (走起我的天才街坊) donde interpretará a Shen Nuo.
Así como al elenco de la serie The Legend of Ba Qing (巴清传) donde dará vida a Ba Qifu.
En marzo de 2021 se anunció que se uniría al elenco principal de la serie A Chinese Ghost Story donde interpretaría a Nie Xiaoqian. Originalmente el papel sería interpretado por la actriz Zheng Shuang, sin embargo debido al escándalo en el que estaba envuelto, fue reemplazada por Xiaoran y las escenas que ya había grabado serían eliminadas digitalmente.

## Filmografía

### Series de televisión
| Año             | Título                              | Personaje                 | Notas                          |
| --------------- | ----------------------------------- | ------------------------- | ------------------------------ |
| 2022 - presente | Chinese Paladin 4                   | Han Lingsha               |                                |
| 2021 - presente | Faith Makes Great                   | Qi Muge                   | historia: "Wo De Wu Lan Mu Qi" |
| 2021 - presente | A Chinese Ghost Story               | Nie Xiaoqian / Xiao Ha ha |                                |
| 2021 - presente | Da Tang Ming Yue (大唐明月)         | -                         | [ 9 ]                          |
| 2021 - presente | My Talent Neighbour                 | Shen Nuo                  |                                |
| 2021 - presente | The Legend of Ba Qing               | Ba Qifu                   |                                |
| 2021 - presente | Novoland: The Princess from Plateau | Ye Lingshuang / Bai Lu    |                                |
| 2019            | Goodbye My Princess                 | Xiao Feng                 | 52 episodios                   |
| 2016            | The Mystic Nine                     | Huai Chan                 |                                |
| 2014            | Tong Ju Sun You                     | Bai Jie                   |                                |
| 2014            | Mysterious Summer                   | Li Zihan                  |                                |
| 2014            | Brothers Like This                  | Presentadora              |                                |
| 2014            | Ferryman                            | Zhou Jie                  |                                |

### Películas
| Año  | Título          | Personaje | Notas |
| ---- | --------------- | --------- | ----- |
| 2016 | Longmen Robbery | Qian Qian |       |
| 2016 | Mo Jie Xiong Di | -         |       |

### Programas de variedades
| Año  | Título                                  | Notas                          |
| ---- | --------------------------------------- | ------------------------------ |
| 2019 | Actors Please Take Your Place - 2 Years | miembro                        |
| 2019 | Keep Running                            | (ep. #84) - invitada           |
| 2019 | A Very Quiet Distance                   |                                |
| 2019 | Day Day Up                              | invitada - junto a Chen Xingxu |
| 2019 | Happy Camp                              | invitada - junto a Chen Xingxu |
| 2019 | Double-大伯 Vlog                        | (cameo)                        |
| 2017 | Challenger's Alliance                   | miembro                        |
| 2012 | 明星童乐会                              |                                |

### Presentadora
| Año  | Título                          | Notas |
| ---- | ------------------------------- | ----- |
| 2013 | iQiyi Zao Ban Ji (爱奇艺早班机) |       |

### Anuncios / Endorsos
| Año  | Título  | Notas                             |
| ---- | ------- | --------------------------------- |
| 2019 | Rejoice | (Embajadora de la marca en China) |

### Revistas / sesiones fotográficas
| Año  | Título                | Notas                              |
| ---- | --------------------- | ---------------------------------- |
| 2019 | Grazia Street Snap    | (publicación #70)                  |
| 2019 | Mol Fashion           |                                    |
| 2019 | Shin Youth            |                                    |
| 2019 | Cosmopolitan China    | (publicación de mayo)              |
| 2019 | COSMO                 | junto a Chen Xingxu                |
| 2019 | ALONE Magazine        |                                    |
| 2019 | Alone Young Magazine  | (publicación de junio - número 17) |
| 2019 | ONCE Magazine         | (publicación de mayo)              |
| 2019 | OK Magazine           |                                    |
| 2019 | Nylon China           |                                    |
| 2019 | Xinwei Magazine       | (publicación de junio)             |
| 2019 | Young Chic Magazine   |                                    |
| 2019 | Rayli Online Magazine |                                    |
| 2019 | Cheese Fashion        |                                    |
| 2019 | Neuf Mode             |                                    |

### Eventos
| Año  | Título                                                  | Notas                                                              |
| ---- | ------------------------------------------------------- | ------------------------------------------------------------------ |
| 2019 | The 4th Golden Bud Network Film and Television Festival |                                                                    |
| 2019 | NARS Cosmetics Event in Changsha                        | invitada - junto a Chen Xingxu                                     |
| 2019 | Hunan TV Gala for China's Space Day                     | interpretó la canción "Little Star" (小星星) - junto a Chen Xingxu |

## Embajadora
| Año  | Título                  | Notas                                          |
| ---- | ----------------------- | ---------------------------------------------- |
| 2019 | SoFigaro x TSL Jewllery | Embajadora - junto a He Hongshan y Jeremy Tsui |

## Premios y nominaciones
| Año  | Categoría                  | Premio                     | Trabajo | Resultado |
| ---- | -------------------------- | -------------------------- | ------- | --------- |
| 2015 | Most Promising Female Host | 8th Variety Award Ceremony | -       | Ganó      |